# Carlos Castro Mora
Carlos Eduardo Castro Mora (Alajuela, 10 settembre 1978) è un ex calciatore costaricano, di ruolo difensore o centrocampista.